# Muk-bang
Muk-bang o mukbang (먹방 en hangul; meokbang en romanització revisada del coreà; literalment: "emissió menjant") és un tipus d'espectacle on algú difon un vídeo per internet en directe on se'l veu ingerint grans quantitats d'aliments, mentre va interaccionant amb la seva audiència. Normalment fet a través d'un webcast, el mukbang va esdevenir popular a Corea del Sud a finals dels 2000. Alguns muk-bangs també s'emeten per televisió, pel canal Afreeca.
Els protagonistes dels muk-bangs es coneixen com a BJs, de l'anglès broadcast jockey. Els BJs interactuen amb la seva audiència mitjançant sistemes de xat en línia. Els més coneguts generen ingressos per la seva activitat, ja sigui acceptant donacions dels seus fans o promocionant productes específics.
La paraula mukbang ve de les paraules coreanes per "menjar" (먹는; meokneun) i "emetre" (방송; bangsong).